# Nicolás Barros
Nicolás Barros (La Rioja, 20 de julio de 1837 - La Rioja, 17 de agosto de 1896) fue un militar y político argentino, que participó en las guerras civiles de su país y ejerció como Gobernador de la provincia de La Rioja entre 1868 y 1869.

## Biografía
Hijo de Manuel Barros y Genoveva Herrera Moreno, se incorporó a las milicias de su provincia en la década de 1850, y durante un tiempo estuvo a órdenes del Chacho Peñaloza; en 1861 estuvo en el bando del gobernador Villafañe contra el caudillo y formó parte de las tropas nacionales contra él.
Sirvió a órdenes de los coroneles José Miguel Arredondo y Julio Campos contra la montonera de Peñaloza, y luego a órdenes de Antonino Taboada contra Felipe Varela, teniendo una participación importante en la Batalla de Pozo de Vargas. Participó en las campañas que siguieron a esta batalla, enfrentando a caudillos menores como Severo Chumbita, Sebastián Elizondo y Santos Guayama. Fue comandante militar de Chilecito y Famatina, y reclutó a todos los hombres que identificó como federales para la Guerra del Paraguay.
En marzo de 1866 había sido elegido gobernador Julio Campos; su renuncia llevó alternativamente al gobierno a Cesáreo Dávila y Serafín de la Vega, para terminar recayendo en Vicente Gómez. Éste también renunció en julio de 1868, y Barros fue elegido gobernador interino.
En septiembre, un ataque de la montonera de Elizondo y Guayama lo obligó a abandonar la ciudad, que fue ocupada durante algunos días por el jefe montonero; la acción de Taboada los obligó a retirarse, y Barros reasumió el mando el 22 del mismo mes. En enero siguiente, tras la captura de Chumbita, el gobernador fue parte acusadora en el juicio contra él, que se llevó adelante con toda clase de irregularidades, que terminó en una condena que estaba evidentemente preparada de antemano. Chumbita se fugaría de la cárcel.
Completó el término de dos años para el que había sido elegido Campos, hasta marzo de 1869. El nuevo gobernador, José Benjamín de la Vega, lo nombró su Ministro de Gobierno y le delegó el mando en algunas oportunidades en que viajó a la campaña.
En los años siguientes ocupó varios cargos públicos, y en 1879 fue representante del gobernador Vicente Almandos Almonacid ante el gobierno nacional.
En 1881 fue elegido senador nacional, ocupando el cargo hasta mediados de 1889. Fue luego diputado provincial, y elegido nuevamente senador en 1895 hasta su muerte, ocurrida al año siguiente.
Llevan en su honor su nombre la avenida principal y la escuela primaria de Anillaco. Barros había construido la Iglesia de este pueblo a su regreso de la guerra del Paraguay: había prometido a San Antonio de Padua erigir un templo en su nombre si las lluvias solucionaban una grave sequía que asolaba la región.